# تفجير العكر الشرقي بالبحرين

## وقائع الحادث
وقع انفجار في منطقة العكر الشرقي بمملكة البحرين أسفر عن مقتل امرأة وإصابة 3 أطفال أثناء مرورهم بجوار موقع الانفجار.
وأوضحت وزارة الداخلية البحرينية في تغريدة لها على موقع «تويتر»، أنه أثناء مرور سيارة بجوار منطقة العكر الشرقي، أصيبت بشظايا جراء الانفجار الذي وقع وأدى إلى مقتل السيدة وإصابة الأطفال الثلاثة.

## ردود الأفعال
المحلية
- أعرب مدير عام مديرية شرطة محافظة العاصمة عن عزائه ومواساته لأسرة المتوفية جراء الحادث الإرهابي، مؤكدا أن يد العدالة ستطال المتسببين في هذا العمل الإجرامي.
- وزير الإعلام البحريني علي بن محمد الرميحي إن بلاده لا تستهدف أحدا أو طائفة بعينها، وأشار إلى أن الدولة كانت اعتمدت نهج العفو والتسامح والحكمة مع بعض التجاوزات القانونية إلا أن تنامي الطائفية السياسية والمخاطر الإرهابية استوجب التدخل لضمان استقرار الدولة والتصدي لمحاولات جرها إلى منزلقات خطيرة.

الدولية
- الأردن

دانت المملكة الأردنية الهاشمية بشدة التفجير الإرهابي الذي وقع في منطقة العكر الشرقي بمملكة البحرين، وأدى إلى وفاة مواطنة وإصابة ثلاثة أطفال بإصابات بسيطة.
وأعرب وزير الدولة لشئون الإعلام الأردني محمد المومني عن تضامن بلاده ووقوفها إلى جانب مملكة البحرين في التصدي للإرهاب وصوره، مؤكداً على أن الإرهاب الأعمى الذي يستهدف الأبرياء الآمنين مخلفاً قتلى ومصابين من الأطفال والنساء.
- الولايات المتحدة

ادانت الولايات المتحدة الأمريكية التفجير الذي وقع في منطقة العكر الشرقي وأدى إلى استشهاد امرأة بحرينية وإصابة أطفالها معربة عن خالص تعازيها لعائلتها ولشعب البحرين وتمنت الشفاء العاجل للأطفال المصابين.
- فرنسا

أدانت فرنسا الهجوم الذي وقع في جنوب العاصمة البحرينية «المنامة» وأودى بحياة امرأة وثلاثة أطفال.
وصرح المتحدث باسم الخارجية الفرنسية رومان نادال اليوم الجمعة بأن بلاده تعرب عن تعازيها لأسرة الضحايا، وعن تضامنها الكامل مع شعب البحرين.
- العراق

أدانت وزارة الخارجية العراقية التفجير الإرهابى الذي وقع في منطقة العكر الشرقى بمملكة البحرين، معبرة عن تضامنها مع شعب البحرين بوجه كل الأعمال الإرهابية التي تستهدف أمنه واستقراره.
- قطر

قالت وزارة الخارجية، في بيان لها، انها تدين هذا العمل الإجرامي الذي يهدف إلى ترويع الآمنين بما يتنافى مع كافة القيم والمبادئ الإنسانية وتعاليم الشريعة الإسلامية، فإنها تؤكد تضامن دولة قطر الكامل ووقوفها إلى جانب الأشقاء في مملكة البحرين. وأعرب البيان عن تعازي دولة قطر الخالصة ومواساتها للحكومة والشعب البحريني، ولأسر الضحايا الذين سقطوا جراء هذه الجريمة الآثمة.
- الإمارات العربية المتحدة

أدانت دولة الإمارات العربية المتحدة بشدة، التفجير الإرهابي الذي وقع في منطقة العكر الشرقي بمملكة البحرين، وأدى إلى مقتل امرأة وإصابة ثلاثة أطفال.
وقال وزير الخارجية والتعاون الدولي بدولة الإمارات العربية المتحدة سمو الشيخ عبد الله بن زايد آل نهيان إن بلاده تستنكر بأشد العبارات هذه الجريمة الارهابية الآثمة التي تستهدف ترويع الآمنين بما يتنافى مع كل القيم والمبادئ الإنسانية وتعاليم الشريعة الإسلامية السمحاء، وتشجب في الوقت ذاته كل محاولات تبرير الإرهاب والتحريض عليه.
- السعودية

أعربت المملكة العربية السعودية عن إدانتها واستنكارها الشديدين للتفجير الإرهابي الذي وقع في منطقة العكر الشرقى.
وجدد مصدر مسؤول بوزارة الخارجية بالمملكة العربية السعودية التأكيد على وقوف السعودية ومؤازرتها لمملكة البحرين.
- الكويت

دولة الكويت إدانت حادث التفجير الإرهابي الذي وقع في منطقة (العكر الشرقي) في البحرين مؤكدة مساندة المملكة في جميع الاجراءات التي تتخذها لصيانة أمنها واستقرارها.
واعرب مصدر مسؤول في وزارة الخارجية الكويتية في بيان عن ثقته بأن هذه الجريمة الإرهابية النكراء التي استهدفت امن المملكة الشقيقة واستقرارها ستزيد من صلابة الاشقاء في البحرين وعزمهم على مواجهة هذه الأعمال الدنيئة مؤكدا اهمية تضافر الجهود الدولية لوأد هذه الظاهرة الخطيرة.
- مصر

أدان المتحدث باسم وزارة الخارجية بأشد العبارات الهجوم «الإرهابي» الذي وقع مساء بقرية العكر الشرقي جنوب العاصمة البحرينية المنامة، وأسفر عن مقتل سيدة وإصابة ثلاثة اخرين.
منظمات
- منظمة التعاون الإسلامي

أدانت منظمة التعاون الإسلامي، التفجير الذي وقع في منطقة«العكر الشرقي» بمملكة البحرين.
وعبر الأمين العام للمنظمة اياد امين مدني، في بيان له اليوم، عن استنكاره الشديد لوقوع هذا العمل الإرهابي، مجددا موقف المنظمة الثابت الداعم لوحدة مملكة البحرين وأمنها واستقرارها وعدم التدخل في شؤونها الداخلية.
- البرلمان العربي

أدان أحمد بن محمد الجروان، رئيس البرلمان العربى، التفجير الإرهابى الذي تسبب في مقتل امرأة وإصابة ثلاثة أطفال بجروح في قرية العكر الشرقى، جنوب العاصمة البحرينية المنامة.
وقال رئيس البرلمان العربى، في بيان له اليوم، الجمعة، إن البرلمان العربى يحشد الجهود ويطالب بمزيد من التعاون الدولى الجاد لمحاربة الإرهاب تفاديا لاستمرار مثل هذه العمليات الإرهابية المؤسفة، التي يسقط ضحيتها الأبرياء وتزعزع أمن الشعوب والأوطان.

## التدابير التي تم اتخاذها
- فرق مسرح الجريمة والأدلة الجنائية وكافة الفرق الأمنية المعنية، انتقلت للموقع فور تلقي غرفة العمليات الرئيسية بلاغا بالعمل الإرهابي وتم مباشرة أعمال البحث والتحري لكشف ملابسات التفجير

وتحري هوية المتورطين في ارتكابه والقبض عليهم.